# Immeuble au 7, avenue du Maréchal-Foch à Mulhouse
L'immeuble au 7, avenue du Maréchal-Foch est un monument historique situé à Mulhouse, dans le département français du Haut-Rhin.

## Localisation
Ce bâtiment est situé au 7, avenue du Maréchal-Foch à Mulhouse.

## Historique
L'édifice fait l'objet d'une inscription au titre des monuments historiques depuis 1986.